# Valeur (linguistique)
Pour les articles homonymes, voir Valeur.
En linguistique, la valeur est une notion développée par Ferdinand de Saussure dans son Cours de linguistique générale, et qui concerne les rapports des mots entre eux.

## Conception de Saussure
Dans le chapitre IV de son Cours de linguistique générale, Ferdinand de Saussure présente la valeur comme un élément de la signification du mot, après avoir introduit les notions de signifié et signifiant. La signification est la relation entre le signifié et le signifiant d'un mot tandis que la valeur est la mise en rapport des mots entre eux. 
Saussure envisage la valeur selon deux axes : 
- le premier est le lien entre un élément du système linguistique (un signe linguistique ou un mot) et un élément extérieur au système (un objet ou une idée) ;
- le deuxième est l'analyse des rapports entre les éléments mêmes du système.

## Évolution du concept
Le premier aspect n'est plus définitoire de la valeur comme le constate Claude Zilberberg en 1988 : « La tradition linguistique s'est constituée par l'adoption du second principe et l'abandon, non théorisé..., du premier. ».
En effet, les rapports entre un mot et la représentation d'une idée par ce mot sont complexes à établir puisqu'ils font appel aux significations personnelles données par le locuteur ainsi qu'à la perception cognitive de l'interlocuteur. Ces liens entre la représentation d'une idée et l'idée même sont le sujet de la sémantique et de la pragmatique.
La définition s'est stabilisée selon les termes suivants :
La valeur est le résultat de l'intégration d'un signe linguistique ou d'un mot à l'intérieur d'un système linguistique, donc d'une langue. On y distingue trois éléments :
- la valeur d'un mot ;
- les rapports entre les mots ;
- l'évolutivité des rapports.

## La valeur d'un mot
La valeur d'un mot se détermine par rapport aux autres mots qui partagent des sèmes communs (unités de sens) ainsi que des sèmes uniques. La valeur d'un mot est donc définie par l'existence d'autres mots à sens proche.

Exemple : rivière se définit par rapport à fleuve de par leur sème commun cours d'eau et de par leur différence entre se jette dans un autre cours d'eau et se jette dans la mer. En anglais river est seul et ne s'oppose pas à un autre mot. Puisqu'il n'entretient pas le même rapport au système qu'en français, il n'a pas la même valeur.

## Les rapports entre les mots
Dans la notion de valeur sont également définis les liens entre les mots. Ces rapports, qui constituent les frontières du sens d'un mot, peuvent être de différents types.
On pense d'abord au rapport de synonymie qui rapproche deux mots par leur sens, mais en fait, ceux-ci ne peuvent conserver la même valeur et l'usage de ces mots va progressivement modifier la valeur de l'un d'eux pour qu'ils deviennent différents.
On considère donc plutôt ce rapport comme un rapport de réciprocité. Il permet en effet à des termes de se définir les uns par rapport aux autres en comparant les sèmes qui les différencient.

Exemple : Les mots vivre et survivre se définissent réciproquement. Survivre possède le sème supplémentaire continuer à vivre en dépit de quelque chose. L'exemple précédent avec rivière et fleuve dénote également de ce type de rapport.
On observe ensuite la négativité qui permet de définir un mot par son opposé. Un mot présentant l'exact contraire d'un autre mot.

Exemple : Les mots vivre et mourir se définissent négativement.
Le troisième type de rapport possible est celui de différencialité qui couvre le degré de précision (plus ou moins général) et le degré d'appréciation (nuance méliorative ou péjorative).

Exemple : Les mots vivre et habiter sont différents de par le degré de précision ; vivre et vivoter de par une nuance péjorative marquée sur le deuxième mot.

## Évolutivité de la valeur
La valeur d'un mot est dynamique et l'apparition d'un nouveau mot dans le système modifie la valeur des mots partageant des sèmes avec celui-ci. Ce phénomène se produit couramment à l'occasion de l'utilisation en français de mots étrangers qui n'ont pas exactement la même valeur que leurs analogues français. 
Par exemple labelliser (de l'anglais label = étiquette) n'a pas la même valeur que étiqueter.